# 레프트 비하인드 (2014년 영화)
《레프트 비하인드》(영어: Left Behind)는 2014년 공개된 미국의 영화이다.

## 출연

### 주연
- 니콜라스 케이지
- 리 톰슨
- 캐시 톰슨
- 닉키 웰란
- 채드 마이클 머레이

### 조연
- 로라 카요우엣
- 퀸튼 아론
- 조딘 스팍스
- 마틴 클레바
- 롤로 존스
- 윌리엄 랙스데일
- 스테파니 호노르
- 게리 그럽스
- 도니 보즈
- 랜스 E. 니콜스
- 루이스 다 실바 주니어
- 주드 로맨드

## 기타
- 원작자: 제리 B. 젠킨스
- 원작자: 팀 라헤이
- 책임프로듀서: 제이슨 휴잇
- 세트: 바바라 하버렉트
- 배역: 딘 E. 프롱크